# أرخبيل تيولينيي
أرخبيل تيولينيي (الروسية: Тюленьи острова)، هي مجموعة من الجزر في بحر قزوين انها تقع بالقرب من ساحل كازاخستان على بعد 13 كم من الشمال الغربي لشبه جزيرة تيوب كاراغان.